# Kurs Sonderreife
Der Kurs Sonderreife (auch: HSR-Lehrgang; umgsprl. „Hasen-Abitur“, „Bretter-Abi“, „Pressluft-Abi“) war in der DDR eine Form des verkürzten Abiturs zum Erwerb der Hochschulreife (HSR). Der drei-, später auch sechsmonatige Kurs wurde bis in die 1960er Jahre Offiziersschülern der Offiziershochschulen (OHS) der NVA angeboten.

## Hintergrund
Die Zulassung zu einem Kurs Sonderreife an einer OHS war nicht nur für Fähnrichschüler- bzw. Unteroffiziersschüler möglich, sondern für jeden Bewerber, der über eine abgeschlossene Facharbeiterausbildung verfügte. Die HSR-Ausbildung an den OHS der NVA und Grenztruppen der DDR erfolgte etwa ab 1973 in Spezialklassen nach den Lehrplänen der Erweiterten Oberschulen (EOS) durch zivile Lehrer.
Da für die Vermittlung des Abiturstoffs jedoch nur die Hälfte der üblichen Zeit zur Verfügung stand, wurden die Fächer Biologie, Kunsterziehung und Geschichte nicht unterrichtet. Unterrichtsschwerpunkt waren Mathematik, Physik, Chemie und Russisch. Die Hauptfächer wurden derart konzentriert angeboten, dass diesbezüglich der HSR-Lehrgang die Unterrichtsqualität der EOS und der Berufsausbildung mit Abitur (2 Jahre Berufsausbildung, 1 Jahr Schule) erreichte. Die technische Ausbildung erfolgte in Spezialkabinetten, deren materielle Ausstattung zum damaligen Zeitpunkt einen sehr hohen internationalen Standard verkörperte. Die Abiturprüfungen erfolgten nach den Regeln des DDR Zentralabiturs ohne Einschränkungen.
Sofern während des HSR-Lehrgangs die erbrachten schulischen Leistungen nicht ausreichten bzw. das Abitur nicht bestanden wurde, hatte der betroffene Offiziersschüler nach Entlassung aus dem Lehrgang den ungekürzten 18-monatigen Grundwehrdienst abzuleisten.
Die Kursteilnehmer trugen als Offiziersschüler in der Hochschulreifeausbildung die betresste Schulterklappe der Unteroffiziere mit einem aufgelegten metallfarbenen gotischen 'S'. Jahrgangsstreifen waren nicht vorgesehen – diese wurden erst ab dem ersten regulären Fachstudienjahr an einer OHS erworben.